# Yousef Al-Mohaimeed
Yousef Al-Mohaimeed, (يوسف المحيميد) este un romancier, fotograf și ziarist saudit.               

## Biografie
Romancierul saudit Yousef Al-Mohaimeed – născut în ianuarie 1964, la Riad, Arabia Saudită – se numără printre cei mai bine cotați scriitori de limbă arabă în momentul de față. Romanele sale, fresce crude ale societății arabe saudite, au cucerit nu numai publicul arab, dar și pe cel din străinătate, prin numeroasele traduceri publicate. Pentru creația sa de excepție, i-au fost decernate numeroase premii internaționale de prestigiu.

## Premii
În 2004, primește de la Uniunea Egipteană a Jurnaliștilor „Divan al Arab” premiul pentru contribuția sa la cultura arabă.cf. http://www.pen.org/author.php/prmAID/314 Arhivat în 29 martie 2008, la Wayback Machine.
În 2009, primește premiul Pushcart Prize pentru nuvela „Soap and Ambergris” cf. Arhivat în 14 octombrie 2008, la Wayback Machine., având la bază romanul său Al-Qārūra „Sticla”.cf. http://penamerica.blogspot.com/search/label/Yousef%20Al-Mohaimeed Apare în  PEN America Issue 9: Checkpoints Arhivat în 2 decembrie 2009, la Wayback Machine. și este inclus  în Pushcart Prize XXXIII - Best of the Small Presses.

## Opera sa

### Nuvele
- 1989: Zahira la musha laha (O dupa-amiază fără pietoni)
- 1993: Rajfat athwabihim al-beed (Tremurul straielor lor albe)
- 1996: La budda anna ahadan harraka al-kurrasa (Cineva trebuie să fi mișcat carnetul)
- 2005: Akhi yufattish ‘an Rimbaud (Fratele meu îl caută pe Rimbaud)

### Romane
- 2003: Laġat mawtā (Pălăvrăgeală de morți)
- 2003: Fihāh  ar-rā’iha (Capcanele miresmei)
- 2004: Al-qārūra (Sticla)
- 2006: Nuzhat ad-dulfīn (Plimbarea delfinului)
- 2009: Al-hamām lā yatīru fī Buraydah (Porumbeii nu zboară în Buraydah)

### Traduceri în limba română
Yousef Al-Mohaimeed. 2012. "Capcanele miresmei". Traducere din limba arabă și note: Oana Ghica. Prefață: Mihai Pătru. Iași: Editura Ars Longa, Colecția "Alif" (coord.: George Grigore)

## Legaturi externe
- Recenzie la romanul Capcanele miresmei
- Despre Capcanele miresmei
- Interviu cu romancierul Yousef Al-Mohaimeed Arhivat în 27 decembrie 2011, la Wayback Machine.